# Шаулов син
Шаулов син (мађ. Saul fia) мађарска је историјска филмска драма у режији Ласла Немеша из 2015.
Радња филма се одиграва у логору Аушвиц током 1944. и фокусира се на сондеркомандо јединице састављене од јеврејских логораша, који су одржавали механизме убијања у логору, одводећи друге затворенике у гасне коморе, ложећи пећи крематоријума и уклањајући лешеве. На тај начин продужавали су себи животе на неколико месеци, пре него што би се и сами нашли на списку за убијање. Заплет започиње када један од њих, Шаул Аушландер, пронађе свога сина међу мртвима и пожели по сваку цену да пронађе рабина који би изговорио посмртну молитву за дечакову душу. Филм одликује натурализам и веризам у представљању Холокауста. Већи део је снимљен у крупним кадровима који додатно појачавају осећај клаустрофобије и безизлазног стања у којој се налазе главни актери.
Немеш је идеју за филм добио читајући књигу Свици Аушвица, својеврсну колекцију сведочанстава чланова сондеркоманда, коју је открио док је радио као асистент Беле Тара на филму Човек из Лондона 2005. Немеш и Ројер су провели неколико година истражујући ову тему и пишући сценарио уз помоћ познатих историчара Холокауста. Редитељ је имао доста проблема да пронађе финансијска средства за снимање због неконвенционалног приступа тематици и због његовог редитељског неискуства. Режисер је главну улогу доделио мађарском песнику Гези Реригу, иако сам Рериг није глумио на филму од осамдестих. Снимљен је у формату 35 милиметара за 28 дана у Будимпешти.
Премијерно је приказан на Канском фестивалу, где је освојио Гранд при. Наишао је на одличан пријем код филмских критичара. Освојио је Оскара за најбољи филм ван енглеског говорног подручја, и Златни глобус у истој категорији.